# ملعب توربيلون
ملعب توربيلون هو ملعب متعدد الأغراض سيون، سويسرا. يتم استخدامه حاليا في الغالب لمباريات كرة القدم وهو استاد نادي سيون. الملعب كان يسع ل 16000 شخص وبني في عام 1968، وتم تجديده في عام 1989. وبعد التجديد أصبح سعته 19600 شخص. الملعب مدعوم بمصابيح الليد (LED).